# Święty (film 2023)
Święty – polsko-węgierski film kryminalny z 2023 roku w reżyserii i według scenariusza Sebastiana Buttnego. Zdjęcia kręcono w Gnieźnie i Poznaniu. Obraz wszedł na ekrany polskich kin 24 marca 2023 roku.

## Obsada
- Mateusz Kościukiewicz jako por. Andrzej Baran
- Lena Góra jako żona Andrzeja
- Michał Włodarczyk jako Grzegorz Leszczyński
- Leszek Lichota jako ksiądz Stefan
- Dobromir Dymecki jako Marian Porębski
- Andrzej Musiał jako kpt. Karski

## Fabuła
W nocy z 19 na 20 marca 1986 roku skradziono z Katedry Gnieźnieńskiej symbol kultu – wykutą w srebrze figurę Świętego Wojciecha z barokowego relikwiarza.